# Doornstaartagamen
Doornstaartagamen (Uromastyx) zijn een geslacht van hagedissen uit de familie agamen (Agamidae). Het zijn vrij forse, plompe hagedissen die vrij groot kunnen worden. Alle soorten worden gekenmerkt door een staart die voorzien is van scherpe en stekelachtige schubben. De staart wordt gebruikt om zich te beschermen tegen vijanden. De meeste soorten komen voor in Afrika en het Midden-Oosten.
Over het aantal soorten heerst veel discussie, omdat alleen na uitgebreid en genetisch onderzoek pas vast te stellen is of het om een aparte soort, een ondersoort of een kleurvariatie gaat. Doordat de leefgebieden elkaar veelal overlappen wordt ervan uitgegaan dat in de natuur ook hybride soorten ontstaan, iets wat het onderscheiden en indelen ernstig bemoeilijkt.

## Uiterlijke kenmerken
Doornstaartagamen zijn middelgrote tot grote hagedissen. De lichaamslengte kan tussen de soorten behoorlijk verschillen. De Somalische doornstaartagame (U. macfadyeni) is een van de kleinste soorten en wordt ongeveer 22 centimeter lang. De Jemense doornstaartagame (U. benti) wordt met een lengte tot 39 cm bijna twee keer zo groot.
Doornstaartagamen danken hun naam aan de staart die voorzien is van stekelrijen. De staart wordt gebruikt om vijanden van zich af te slaan. Door naar het aantal stekelrijen te kijken kan men een indicatie krijgen om welke soort het gaat, al is er enige overlap. De Somalische doornstaarthagedis (U. princeps) heeft bijvoorbeeld 9 tot 14 stekelrijen op de staart terwijl de Soedanese doornstaartagame (U. ocellata) er 22 tot 29 heeft. Andere soortspecifieke verschillen zijn het aantal buikschubben, de relatieve staartlengte ten opzichte van het lichaam en de aanwezigheid en het aantal femorale poriën. Dit zijn vergrote poriën aan de onderzijde van de dijen die dienen om geursporen af te zetten op de ondergrond.

## Verspreiding en habitat
Doornstaartagamen leven in delen van Afrika, het Arabisch Schiereiland en het Midden-Oosten. Er zijn daarnaast ook enkele gebieden in Azië waar de dieren kunnen worden aangetroffen. De verschillende soorten leven in de landen Algerije, Djibouti, Egypte, Eritrea, Ethiopië, Irak, Iran, Israël, Jemen, Jordanië, Libië, Mali, Mauritanië, Niger, Oman, Saoedi-Arabië, Soedan, Somalië, Syrië, Tsjaad en Westelijke Sahara.
De habitat bestaat veelal uit gebieden met een rotsige ondergrond, zoals karstgebieden of bergstreken. Ook in typische woestijnen, steppen, scrubland en graslanden worden veel soorten aangetroffen.

## Beschermingsstatus
Door de internationale natuurbeschermingsorganisatie IUCN is aan negen soorten een beschermingsstatus toegewezen. Drie soorten worden beschouwd als 'veilig' (Least Concern of LC), twee soorten als 'kwetsbaar' (Vulnerable of VU) en vier als 'gevoelig' (Near Threatened of NT).

## Taxonomie

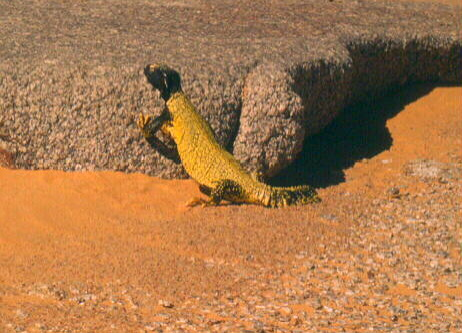
Zuidelijke Sahara-doornstaartagame (U. dispar)

De wetenschappelijke naam van de groep werd voor het eerst voorgesteld door Blasius Merrem in 1820. Veel wetenschappers hebben de naam in hun publicaties abusievelijk als Uromastix gespeld.
Na recente studies en genetisch onderzoek is op de Cites Conventie in maart 2010 bepaald dat de soorten Uromastyx asmussi, Uromastyx loricata en de Indische doornstaartagame (Uromastyx hardwickii) niet langer in dit geslacht thuishoren. Zij worden tegenwoordig tot het geslacht Saara ingedeeld. Dit is op de 25e Conventie van het Animals Committee Geneva in juli 2011 nogmaals bevestigd.
Ook is daar bepaald dat de Uromastyx leptieni niet langer als een aparte soort wordt gezien maar als een synoniem van de Egyptische doornstaartagame (Uromastyx aegyptia). Uromastyx leptieni wordt daarom niet langer erkend.

### Soorten
Er zijn vijftien verschillende soorten beschreven waaronder twee die pas in 2007 wetenschappelijk zijn beschreven; Uromastyx shobraki en Uromastyx yemenensis.
Het geslacht omvat de volgende soorten, met de auteur en het verspreidingsgebied.
| Naam                     | Naam                               | Auteur                                   | Verspreidingsgebied                                                                                   |
| ------------------------ | ---------------------------------- | ---------------------------------------- | --- |
| Uromastyx acanthinura    | Afrikaanse doornstaartagame        | Bell, 1825                               | Algerije, Egypte, Libië, Mali, Marokko, Mauritanië, Niger, Soedan, Tsjaad, Tunesië, Westelijke Sahara |
| Uromastyx aegyptia       | Egyptische doornstaartagame        | Forsskål, 1775                           | Egypte, Irak, Iran, Israël, Jordanië, Oman, Saoedi-Arabië, Syrië                                      |
| Uromastyx alfredschmidti | Zwarte doornstaartagame            | Wilms & Böhme, 2001                      | Algerije, Libië                                                                                       |
| Uromastyx benti          | Jemense doornstaartagame           | Anderson, 1894                           | Jemen, Oman                                                                                           |
| Uromastyx dispar         | Zuidelijke Sahara-doornstaartagame | Heyden, 1827                             | Algerije, Mali, Mauritanië, Soedan, Tsjaad, Westelijke Sahara                                         |
| Uromastyx geyri          | Geyr's doornstaartagame            | Müller, 1922                             | Algerije, Mali, Niger                                                                                 |
| Uromastyx macfadyeni     | Somalische doornstaartagame        | Parker, 1932                             | Somalië                                                                                               |
| Uromastyx nigriventris   | Marokkaanse doornstaartagame       | Rothschild & Hartert, 1912               | Algerije, Marokko                                                                                     |
| Uromastyx occidentalis   |                                    | Mateo, Geniez, López-Jurado & Bons, 1999 | Westelijke Sahara                                                                                     |
| Uromastyx ocellata       | Soedanese doornstaartagame         | Lichtenstein, 1823                       | Djibouti, Egypte, Eritrea, Ethiopië, Soedan, Somalië                                                  |
| Uromastyx ornata         | Bonte doornstaartagame             | Heyden, 1827                             | Egypte, Israël, Jemen, Saoedi-Arabië                                                                  |
| Uromastyx princeps       | Somalische doornstaarthagedis      | O’Shaughnessy, 1880                      | Ethiopië, Somalië                                                                                     |
| Uromastyx shobraki       |                                    | Wilms & Schmitz, 2007                    | Jemen                                                                                                 |
| Uromastyx thomasi        | Omaanse doornstaartagame           | Parker, 1930                             | Oman                                                                                                  |
| Uromastyx yemenensis     |                                    | Wilms & Schmitz, 2007                    | Jemen                                                                                                 |